# Sukatani (Tanjungmedar)
Sukatani is een bestuurslaag in het regentschap Sumedang van de provincie West-Java, Indonesië. Sukatani telt 2015 inwoners (volkstelling 2010).